# Хаззм
Хаззм (араб. حركة حزم‎, Харакат Хаззм) — повстанческая группировка времён гражданской войны в Сирии, действовавшая в период с января 2014 по март 2015 года.

## История
Сформирована 25 января 2014 года в результате слияния 12 повстанческих группировок, некоторые из которых ранее входили в состав Бригады Фарук. Ранее поддержку боевикам оказывало сирийское отделение Братьев-мусульман. Группировка имела два подразделения: северное и южное. Формальным руководителем движения был Билал Атар, Абдулла Ауда отвечал за проведение военных операций, а политическое крыло возглавлял Хамза Шамали. Боевики получали военную и материальную помощь от США и монархий Персидского залива. В рамках секретной программы ЦРУ по поставкам оружия сирийским повстанцам с 2014 года группировка получала противотанковые комплексы BGM-71 TOW, а сами боевики проходили военную подготовку на территории Катара.
Вскоре у группировки резко ухудшились отношения с другими фракциями повстанцев. Так, в октябре 2014 года боевики Джабхат ан-Нусра штурмом взяли штаб-квартиру Хаззм в провинции Идлиб, захватив целый арсенал оружия, доставленного из США. 1 марта 2015 года боевики заявили, что не в силах самостоятельно противостоять джихадистам, и влились в состав Фронта Леванта.